# Chris Ashton
Pour les articles homonymes, voir Ashton.

a Compétitions nationales et continentales officielles uniquement.

b Matchs officiels uniquement.
Dernière mise à jour le 17 avril 2023.
Christopher John Ashton, né le 29 mars 1987 à Wigan (Angleterre), est un joueur international anglais de rugby à XIII et international de rugby à XV qui évolue aux postes d'ailier ou d’arrière.
Il est le meilleur marqueur d'essai de l'histoire du championnat anglais (101 essais) et de la Coupe d'Europe (41). Il possède aussi le record du nombre d'essais inscrits sur une saison de Top 14 (24).

## Biographie

### En club

#### Rugby à XIII
Né à Wigan, Chris Ashton se tourne très jeune vers le rugby à XIII et il rejoint le Wigan Warriors Youth Development, le centre de formation des Wigan Warriors. Il fait ses débuts en Super League en 2005 à l'occasion du match contre Hull FC. Il devient un titulaire dès la saison suivante. Il reste avec les Warriors jusqu'en 2007 lorsqu'il décide de changer de code et de passer au rugby à XV.

#### Rugby à XV

##### Northampton Saints

Chris Ahston marque son premier essai avec les Northampton Saints en championnat en 2007.

En 2007, il s'engage avec les Northampton Saints qui viennent alors d'être relégués en seconde division. Il effectue une très bonne saison avec les Saints qui sont sacrés champions et retrouve l'élite en fin de saison. Ashton marque alors 39 essais au cours de la saison, ce qui constitue le record de la compétition.
L'année suivante, il dispute le championnat et le challenge européen qu'il remporte avec son club en battant le CS Bourgoin-Jallieu 15-3 grâce à cinq pénalités de Stephen Myler.
Pour la saison 2009-2010, le club anglais joue les premiers rôles sans pour autant réussir une saison pleine. Il termine deuxième de la phase régulière du championnat et se qualifie pour les demi-finales. Mais Ashton et ses coéquipiers se font éliminer à domicile par les Saracens sur le score de 19-21. Sur la scène européenne, Northampton hérite d'une poule difficile comprenant notamment le Munster et l'USA Perpignan. Néanmoins, le club termine deuxième du groupe et décroche une place en quart de finale où il affronte de nouveau les Irlandais du Munster à Limerick. Les Anglais s'inclinent sur le score de 33-19. L'ailier anglais dispute les sept rencontres et marque six essais. Malgré ces deux éliminations, la saison du joueur se termine sur une très bonne note. En effet, non seulement il remporte la coupe anglo-galloise contre Gloucester, mais il reçoit aussi le trophée du meilleur joueur de la saison - Premiership player of the season award - décerné par la Premier Rugby Limited le 18 mai 2010.

##### Saracens

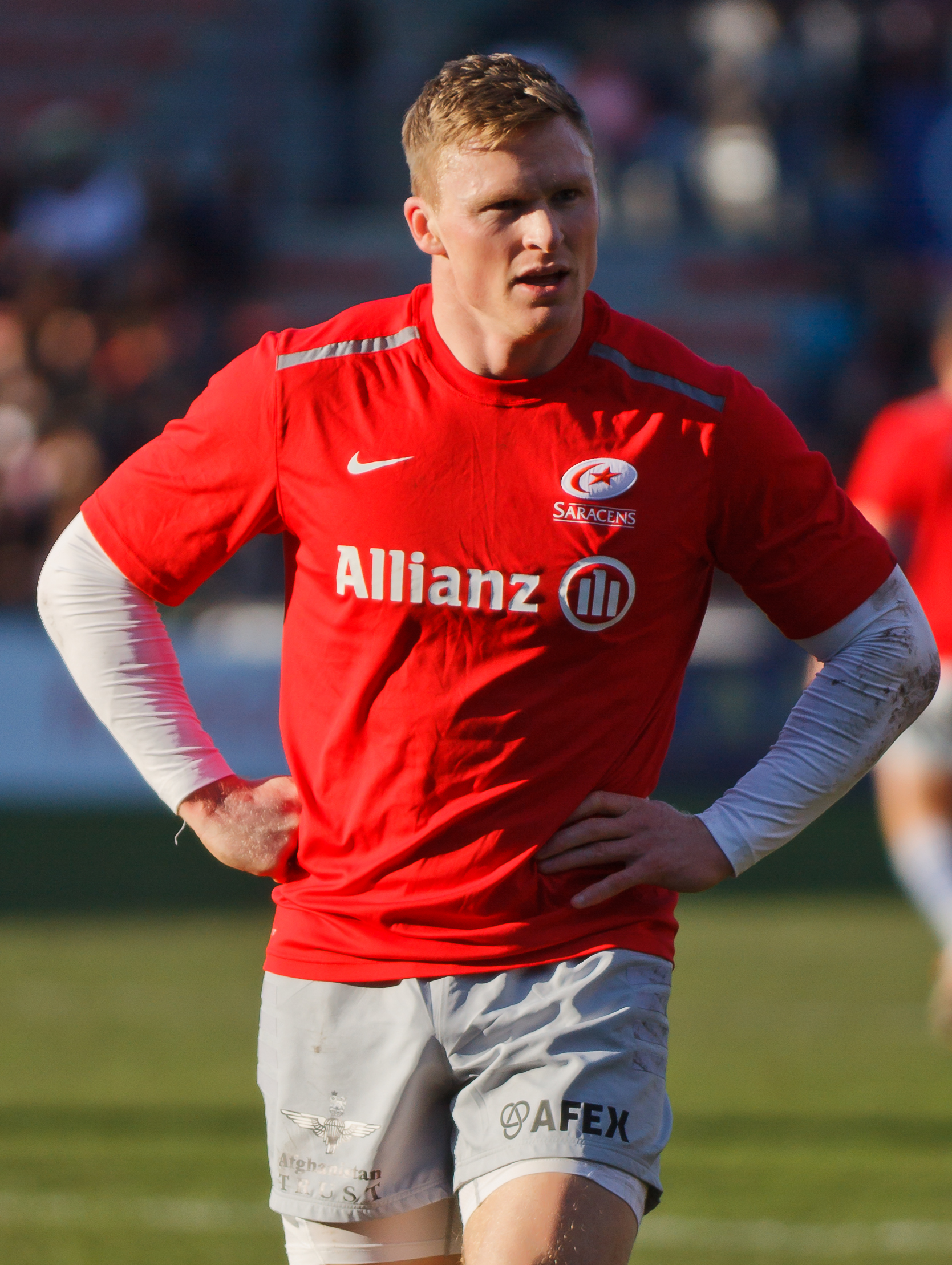
Chris Ashton en janvier 2014 à Toulouse.

En janvier 2012, Ashton signe un contrat avec les Saracens à partir de la saison 2012-2013. Lors de son premier match avec son nouveau club, il marque un doublé pour une victoire 40 à 3 contre les London Irish dans le London double header qui ouvre la saison du championnat.
Les Saracens terminent la saison régulière 2012-2013 en tête, 3 points devant les Leicester Tigers. Cependant, lors des barrages, ils perdent la demi-finale contre Northampton, l'ancien club d'Ashton 13 à 27. Ashton inscrit 6 essais au total.
Pour la saison 2013-2014, les Saracens terminent de nouveau en tête de la saison régulière avec 9 points d'avance sur Northampton. Ils remportent leur demi-finale face aux Harlequins, avec un essai d'Ashton à la 61e minute. Mais ils s'inclinent en finale à Twickenham, une nouvelle fois contre Northampton, 20 à 24,. Ashton termine la saison à la quatrième place du classement des meilleurs marqueurs d'essais, avec un total de 8 essais inscrits. En coupe d'Europe, les Saracens atteignent la finale mais s'inclinent face au RC Toulon qui remporte son deuxième titre consécutif,. Ashton est titulaire lors de ce match. Il inscrit 11 essais en 9 matchs de coupe d'Europe cette année, ce qui lui permet de battre le record de réalisations sur une seule édition.
Lors de la saison 2014-2015, les Saracens se qualifient pour les barrages grâce à la quatrième place. En demi-finale, les Saracens affrontent encore Northampton, à l'extérieur cette fois, et s'imposent 29-24, grâce à un gros match d'Owen Farrell. Ashton démarre le match sur le banc des remplaçants. Les Saracens remportent la finale face à Bath 28–16. Ashton entre en jeu à la 60e minute,. La bonne saison d'Ashton lui permet de terminer à la deuxième place du classement des meilleurs marqueurs d'essais avec 13 essais inscrits, derrière le troisième ligne des Exeter Chiefs, Thomas Waldrom.
En mai 2016, les Saracens battent le Racing 92 en finale et remportent la Coupe d'Europe,. Ashton et les Saracens obtiennent leur premier titre de champion d'Europe.
Le 13 mai 2017, il inscrit lors de la finale face à Clermont son 37e essai en Coupe d'Europe. Devancant ainsi Vincent Clerc, il devient le meilleur marqueur d'essais de la compétition. Les Saracens s'imposent lors de cette finale et conservent leur titre, Ashton obtient son deuxième titre de champion d'Europe,.
À la suite des révélations sur le scandale du « salary cap », qui conduit à la relégation des Saracens en deuxième division en 2020, Chris Ashton reconnaît avoir contourné le salary cap via un placement immobilier, à l'instar d'anciens partenaires comme Billy Vunipola et Maro Itoje.

##### Toulon
En octobre 2016, le Rugby club toulonnais annonce son arrivée à partir de la saison 2017-2018 pour un engagement de trois ans.
Le 14 avril 2018, grâce à un essai contre Montpellier lors de la 24e journée de Top 14, il devient le recordman d'essais sur une saison de championnat de France, avec 22 essais, soit un de plus que Napolioni Nalaga.
À l'issue de son unique saison en France, il détient donc le record d'essais inscrits sur une saison de Top 14 avec 24 essais.
En juillet 2018, Ashton demande à être libéré de ses deux dernières années de contrat pour des raisons familiales. Il confie plus tard que lui et sa famille ne se sont jamais habitués à la vie en France, et qu'il souhaitait retourner en Angleterre pour retrouver l'équipe nationale afin de se donner une chance de disputer la Coupe du monde 2019.

##### Période difficile: Sale Sharks, Harlequins et Worcester
Le 4 juillet 2018, il annonce son retour en Angleterre et sa signature pour le club des Sale Sharks. Le RC Toulon est indemnisé à hauteur de 100 000 euros.
Le 2 mars 2020, Sale annonce son départ avec effet immédiat. L'entraîneur Steve Diamond déclare que son départ est lié à « un désaccord sur la façon dont nous voulons jouer au rugby ».
Libre de tout contrat, il s'engage le 4 mars 2020 avec les Harlequins. Paul Gustard, l'entraîneur des Harlequins, le décrit alors comme « sans aucun doute l'un des athlètes les plus compétitifs, professionnels et dévoués » qu'il ait rencontré.
Avec l'interruption de la saison en raison de la pandémie de Covid-19, il ne joue son premier match que le 14 août 2020 face à son ancien club de Sale.
Alors qu'il est sous contrat jusqu'à la fin de saison 2020-2021 avec les Harlequins, Ashton est libéré le 25 janvier 2021 et rejoint les Worcester Warriors. En avril, il est suspendu six semaines pour jeu dangereux. Absent, il ne dispute aucune rencontre pour Worcester lors de la saison 2021-2022. Finalement, il ne dispute que 4 matchs sous le maillot de Worcester (pour un essai inscrit).
Le 13 décembre 2021, son contrat est rompu par agrément mutuel. Le club justifie cette décision par des blessures au mollet et au genou, ainsi que des difficultés à gérer son trajet quotidien depuis Northampton. Cependant, des rumeurs font également part d’une sanction du club après une altercation avec un coéquipier pour justifier son absence sur les terrains,. Son départ semble aussi provoqué par l'arrivée à Worcester de son ancien entraineur à Sale, Steve Diamond, avec qui il entretient une relation glaciale.
Il s'agit d'un échec de plus pour le joueur qui enchaîne les clubs depuis son retour en Angleterre. Alors qu'il ne parvient pas à relancer sa carrière, des rumeurs évoque une fin de carrière prématurée.

##### Leicester et fin de carrière
Après plusieurs mois sans jouer, il rejoint en février 2022 les Leicester Tigers jusqu'à la fin de la saison. Le 30 avril suivant, il inscrit un triplé face à Bristol (ses 93e, 94e et 95e essais) et devient à cette occasion le meilleur marqueur d'essai de l'histoire du championnat anglais, dépassant le record de Tom Vardnell (92 essais).
En fin de saison, Leicester est sacré champion d'Angleterre 2022. L'entraîneur Steve Borthwick l'aligne au coup d'envoi de la finale face aux Saracens. En mai 2022, les Tigers annoncent la prolongation d'Ashton pour une saison supplémentaire.
Il annonce en avril 2023 prendre sa retraite à la fin de saison, à l'âge de 36 ans, après 18 ans de carrière professionnelle. Il explique : « Je sens que cette saison, mon corps n'est plus capable de faire ce que je veux qu'il fasse. J'apprécie encore le rugby, d'être avec l'équipe chaque jour mais si je ne peux pas garder le niveau que je souhaite avoir, il est temps de prendre ma retraite ». Le 16 avril, il devient le premier joueur à atteindre la barre des cent essais marqués en Premiership à la suite d'un triplé face à Exeter.

### En équipe nationale

#### Rugby à XIII
Ashton est sélectionné pour la série Academy Origin 2004 et la tournée victorieuse des U-18 Anglais en Australie en 2004.
Critiqué pour ses faiblesses en défense, il est malgré tout convoqué en équipe d'Angleterre de rugby à XIII pour la tournée de fin d'année 2006 en Australie et en Nouvelle-Zélande. Il joue son premier match contre la France le 22 octobre 2006 lors du Federation Shield Tournament. Il dispute les quatre matchs du tournoi, remporté par l'Angleterre. Ashton inscrit trois essais au cours de ses quatre sélections,.

#### Rugby à XV
Chris Ashton est convoqué pour la première fois en équipe d'Angleterre par Martin Johnson pour disputer le Tournoi des Six Nations 2010. Il fait ses débuts face à la France le 20 mars 2010 au poste d'ailier gauche, à l'opposé de son poste habituel à Northampton. il fait une passe décisive à son coéquipier aux Saints, l'arrière Ben Foden.
Il participe aux deux matchs face à l'Australie pendant la tournée d'été 2010 et inscrit son premier essai international lors du second match. Le 13 novembre 2010, l'Angleterre bat l'Australie 35-18 à Twickenham. Ashton est l'homme du match avec deux essais inscrits, dont un un essai de 90 mètres.
Lors du Six Nations 2011, il inscrit deux essais pendant le match d'ouverture contre le Pays de Galles le 4 février, l'Angleterre remportant le match 26-19. La semaine suivant, il inscrit quatre essais contre l'Italie, égalant le record du Tournoi des Six Nations avec six essais en un tournoi. Il devient aussi le premier joueur du Tournoi des Six Nations à marquer quatre essais en un seul match.

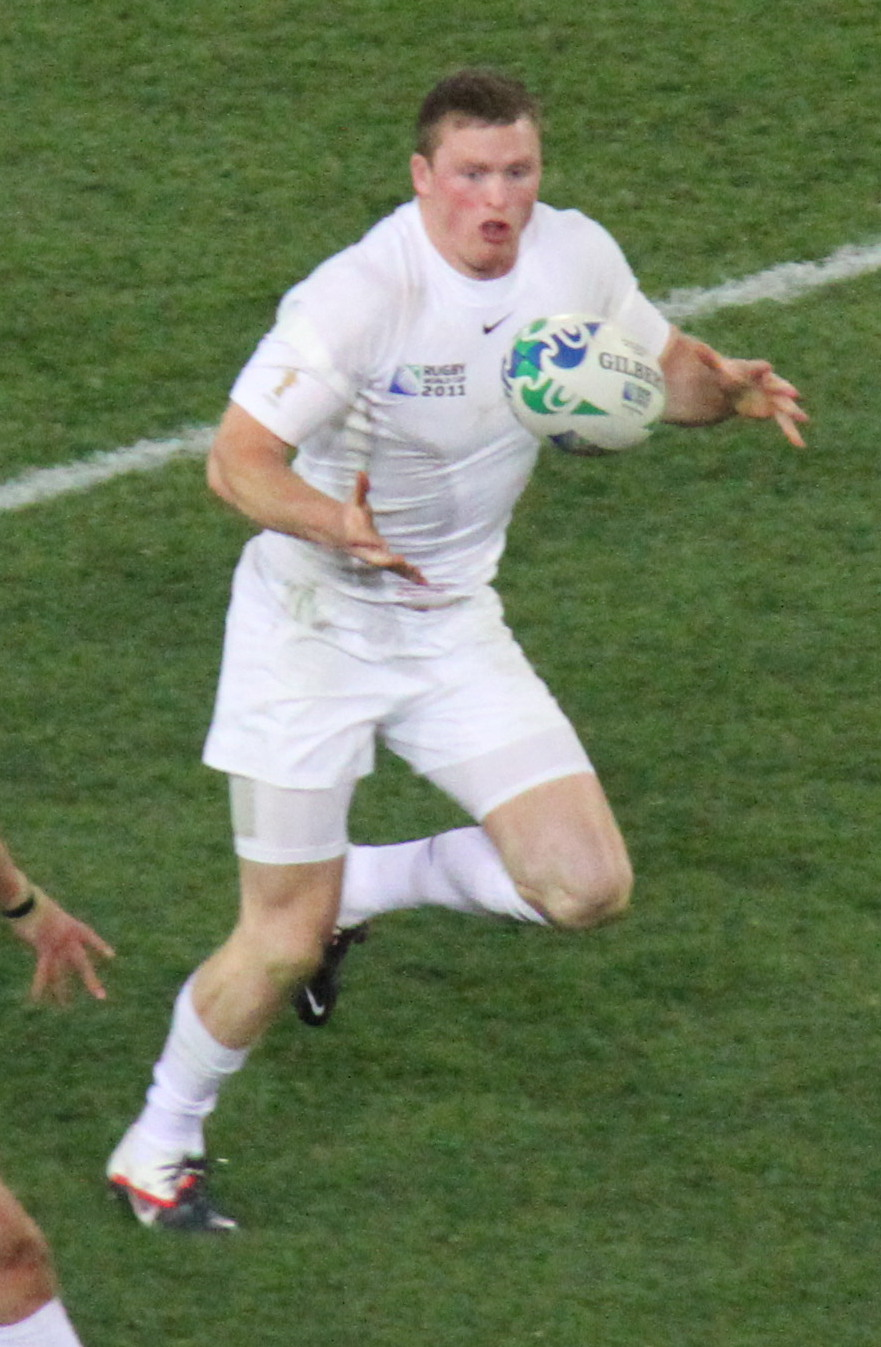
Ashton lors de la coupe du monde 2011

Chris Ashton fait partie du groupe de joueurs anglais appelés à disputer la coupe du monde de rugby 2011 en Nouvelle-Zélande. L'Angleterre s'incline 19-12 contre la France en quart-de-finale. En inscrivant 6 essai, Ashton termine meilleur marqueur du tournoi à égalité avec le Toulousain Vincent Clerc.
Lors de cette coupe du monde, il fait partie du groupe de joueurs qui assiste et participe à un concours de "lancer de nains" à Queenstown, et apparait en état d'ivresse avancée. Ashton est également l'un des trois joueurs anglais, avec Dylan Hartley et James Haskell, à s'être excusé auprès d'une employée d'hôtel de 23 ans qui s'est plainte de leur comportement.
Avec le nouveau sélectionneur Stuart Lancaster, il débute les cinq matches de l'Angleterre lors du Six Nations 2012. Il participe également à tous les matchs de la tournée d'été 2012 en Afrique du Sud.
En 2013, il participe aux cinq match du Tournoi des Six Nations, marquant un essai lors du premier match contre l'Écosse. L'Angleterre est en tête du classement avant le dernier match face au Pays de Galles, mais s'incline lourdement 30-3 au Millennium Stadium, laissant donc le Pays de Galles être sacré. Il dispute les trois matches de l'Angleterre lors de la tournée d'automne 2013 marquant un essai lors de leur victoire contre l'Argentine.
Chris Ashton perd ensuite sa place en équipe d'Angleterre, ne disputant aucun match du Tournoi des Six Nations 2014. Il dispute cependant les trois matchs de la tournée d'été face aux All Blacks en Nouvelle-Zélande, qui se conclut par trois défaites. Les limites défensives d'Ashton font une nouvelle fois l'objet de discussions et il ne joue pas pour l'Angleterre lors de la tournée d'automne ou le Tournoi des Six Nations 2015.
La bonne saison 2014-2015 des Saracens et d'Ashton conduit Stuart Lancaster à le retenir dans le groupe de 39 joueurs pour préparer la coupe du monde 2015. Ashton a fait l'objet de beaucoup d'attention de la part des médias, mais fait partie des sept premiers joueurs écartés, environ 6 semaines avant le début du tournoi.
Non convoqué depuis 3 ans, sa décision de rejoindre Toulon en 2017 semble mettre fin à ses espoirs de rejouer en sélection nationale car jouer hors d'Angleterre le rend inéligible. En mai 2018, il inscrit trois essais face à l'Angleterre avec les Barbarians à Twickenham, ce qui lui permet de briller sous les yeux du sélectionneur Eddie Jones.
Grâce à sa bonne saison dans le Var, et étant revenu en Angleterre à Sale en 2018, il est finalement rappelé pour la tournée d'Automne après seulement un seul match disputé avec les Sharks. En novembre 2018, il fait sa première apparition sous le maillot anglais depuis quatre ans en entrant en jeu lors de la victoire 12-11 contre l'Afrique du Sud, avant d'être titulaire lors des deux matchs suivants face à la Nouvelle-Zélande et le Japon.
Il participe à deux match lors du Tournoi des Six Nations 2019. Il entre en jeu lors de la victoire face à l'Irlande pour le premier match, puis titulaire lors de la victoire 44-8 contre la France. Il s'agit de sa dernière sélection à ce jour. Blessé au mollet, il ne participe pas au reste du tournoi.
Retenu par Eddie Jones pour participer au premier stage de préparation à la coupe du monde 2019, il doit cependant se retirer en raison de la grossesse de sa femme, décidant qu'il ne peut pas s'absenter pendant de longues périodes alors qu'ils attendaient leur deuxième enfant. Une décision qui rend impossible sa participation au tournoi final car Jones souhaite une présence complète de ses joueurs pendant les trois mois de préparation.

### Après carrière sportive
Après sa retraite sportive en juin 2023, il intègre les équipes de la BBC pour commenter la coupe du monde 2023 et intervenir dans différents podcasts sur le rugby,.
À sa retraite, il envisage de devenir entraîneur pour développer les capacités offensives des jeunes joueurs.

## Style de jeu

### Un joueur rapide et intelligent
Du fait de son expérience de joueur de XIII, Chris Ashton possède une excellente intelligence de jeu et de placement. Sans ballon, sa capacité à suivre le jeu et ses partenaires lui permet d'anticiper son positionnement sur le terrain pour récupérer le ballon dans une zone dangereuse, ou bien proposer une solution à ses partenaires. Ces capacités en font un excellent joueur d'attaque et explique pourquoi il est un marqueur d'essai si prolifique.
Un autre attribut clé d'Ashton est sa vitesse. Il l'a démontré en marquant un essai de 90 mètres contre l'Australie en 2010 en devançant Drew Mitchell et James O'Connor, deux des ailiers les plus rapides au monde. Ou bien en marquant un essai de ses 22 mètres avec Toulon en 2018.

### Des limites en défense
Ashton a subi des nombreuses critiques pour ses défauts dans le jeu défensif. Il a progressé au fil des années mais a toujours affiché des limites avec un mauvais placement ou des plaquages ratés.

### Le «Ash Splash»
Au moment de marquer un essai, Chris Ashton adore plonger dans l’en-but. Ce test est tellement associé à Chris Ashton qu'il est appelé le « Ash Splash » par les fans de rugby. Ce geste est adoré mais également critiqué, le joueur risquant de laisser tomber le ballon au moment de marquer. Pour cette raison, Martin Johnson avait interdit à Ashton de marquer ses essais de cette manière.
La presse et une partie des supporters y voit aussi une provocation ou un saut dangereux susceptible de blesser le joueur.

## Palmarès

### En club
- Northampton Saints
  - Vainqueur du Championnat d'Angleterre de 2e division en 2008
  - Vainqueur du Challenge européen en 2009
  - Vainqueur de la Coupe Anglo-galloise en 2010
  - Finaliste de la Coupe d'Europe en 2011
- Saracens
  - Finaliste du Championnat d'Angleterre en 2014
  - Finaliste de la Coupe d'Europe en 2014
  - Vainqueur du Championnat d'Angleterre en 2015 et 2016
  - Vainqueur de la Coupe d'Europe en 2016 et 2017
- Sale Sharks
  - Vainqueur de la Coupe d'Angleterre en 2020
- Harlequins
  - Vainqueur du Championnat d'Angleterre en 2021
- Leicester Tigers
  - Vainqueur du Championnat d'Angleterre en 2022

### En équipe nationale
- Équipe d'Angleterre
  - Vainqueur du Tournoi des Six Nations en 2011

#### Coupe du monde
| Édition               | Rang               | Résultats Angleterre | Résultats Ashton | Matchs Ashton |
| --------------------- | ------------------ | -------------------- | ---------------- | ------------- |
| Nouvelle-Zélande 2011 | Quart-de-finaliste | 4 v, 0 n, 1 d        | 4 v, 0 n, 1 d    | 5/5           |

Légende : v = victoire ; n = match nul ; d = défaite.

#### Tournoi
| Édition                      | Rang | Résultats Angleterre | Résultats Ashton | Matchs Ashton |
| ---------------------------- | ---- | -------------------- | ---------------- | ------------- |
| Tournoi des Six Nations 2010 | 3    | 2 v, 1 n, 2 d        | 0 v, 0 n, 1 d    | 1/5           |
| Tournoi des Six Nations 2011 | 1    | 4 v, 0 n, 1 d        | 4 v, 0 n, 1 d    | 5/5           |
| Tournoi des Six Nations 2012 | 2    | 4 v, 0 n, 1 d        | 4 v, 0 n, 1 d    | 5/5           |
| Tournoi des Six Nations 2013 | 2    | 4 v, 0 n, 1 d        | 4 v, 0 n, 1 d    | 5/5           |
| Tournoi des Six Nations 2019 | 2    | 3 v, 1 n, 1 d        | 2 v, 0 n, 0 d    | 2/5           |

Légende : v = victoire ; n = match nul ; d = défaite ; la ligne est en gras quand il y a grand chelem.

## Statistiques

### En club
En trois saisons passées avec les Wigan Warriors de 2005 à 2007, Chris Ashton dispute 52 matchs et marque 112 points (27 essais et 2 transformations). De 2007 à 2012, Chris Ashton joue avec le club des Northampton Saints avec qui il dispute 111 matchs et inscrit un total de 467 points. Entre 2012 et 2017, il joue avec les Saracens et totalise 118 matchs et 375 points. Au cours de sa carrière, il joue notamment 82 matchs en compétition européenne de club (Challenge européen et Coupe d'Europe) au cours desquels il marque 56 essais soit un total de 280 points.

### En équipe d'Angleterre de rugby à XIII
Chris Ashton a disputé trois matchs avec l'Équipe d'Angleterre de rugby à XIII en 2006 au cours desquels il marque trois essais (12 points).

### En équipe d'Angleterre de rugby à XV
Chris Ashton a disputé 44 matchs avec l'équipe d'Angleterre à XV, dont 41 en tant que titulaire, et marqué 100 points, 20 essais. Il a notamment participé à cinq Tournoi des Six Nations et une Coupe du monde.